# Літаючий олень
«Літаючий олень» (пол. Latający Jeleń (Biegnący Jeleń)) — малий галеон військового флоту Речі Посполитої.

## Історія
Корабель купили в шкіпера Міхаеля Мартенса за 13 429 флоринів у Копенгагені (1626/27). Під командуванням Еллерта Аппельмана (нім. Ellert Appelman) 28 листопада 1627 брав участь у битві під Оливою.
2 грудня 1627 корабель вийшов на розвідку з адміралом Германом Вітте. Натрапив на шведську ескадру біля острова Еланд. Прийняв бій і затонув з більшістю екіпажу, адміралом Германом Вітте.